# Leopold von Klencke
Wilhelm Leopold von Klencke (* 24. Juni 1806 in Leveste im Kurfürstentum Braunschweig-Lüneburg; † 5. Januar 1871 in Hämelschenburg) war ein hannoverscher Landrat und Landschaftsrat.

## Leben
Leopold von Klencke wurde am 24. Juni 1806 als Sohn des königlich niederländischen Obersts und hannoverschen Landrats Georg Ludwig Wilhelm Ignaz von Klencke, Herr auf Hämelschenburg und Langreder, und der Elisabeth Sophie Wilhelmine von Klencke, geb. Freiin v. Knigge in Leveste im Kurfürstentum Braunschweig-Lüneburg geboren. Leopold von Klencke studierte ab 1822 Rechtswissenschaft an der Universität Göttingen und zwischenzeitlich an der Universität Heidelberg. Während seines Studiums in Göttingen wurde er dort Mitglied des Corps Hannovera.
Er war Besitzer der Güter Hämelschenburg, Langreder und Lügde. Nach einer zweijährigen Reise durch Europa wurde er 1829 als Amtsassessor im Königreich Hannover tätig. 1843 wurde er zum königlich hannoverschen Landrat ernannt und war Landschaftsrat der Calenberg-Grubenhagensche Ritterschaft.
In erster Ehe war er seit 1834 mit Paulowna Wilhelmine Ernestine Marie geb. Freiin v. Knigge verheiratet. Aus dieser Ehe ging ein Sohn hervor. In zweiter Ehe heiratete er 1841 Friederike Charlotte Luise geborene von Meding aus dem Haus Schnellenberg. Aus dieser Ehe gingen zwei Söhne hervor. Leopold von Klencke starb im Alter von 64 Jahren in Hämelschenburg.